# Zachodnie i północno-zachodnie osiedla willowe
Zachodnia Dzielnica Willowa liczy około 40 tys. mieszkańców i obejmuje 10 osiedli:
- Czyżkówko
- Flisy
- Jachcice
- Janowo
- Miedzyń
- Opławiec
- Osowa Góra
- Piaski
- Prądy
- Smukała Dolna